# Heretik System
 (avril 2018).
Si vous disposez d'ouvrages ou d'articles de référence ou si vous connaissez des sites web de qualité traitant du thème abordé ici, merci de compléter l'article en donnant les références utiles à sa vérifiabilité et en les liant à la section « Notes et références ».

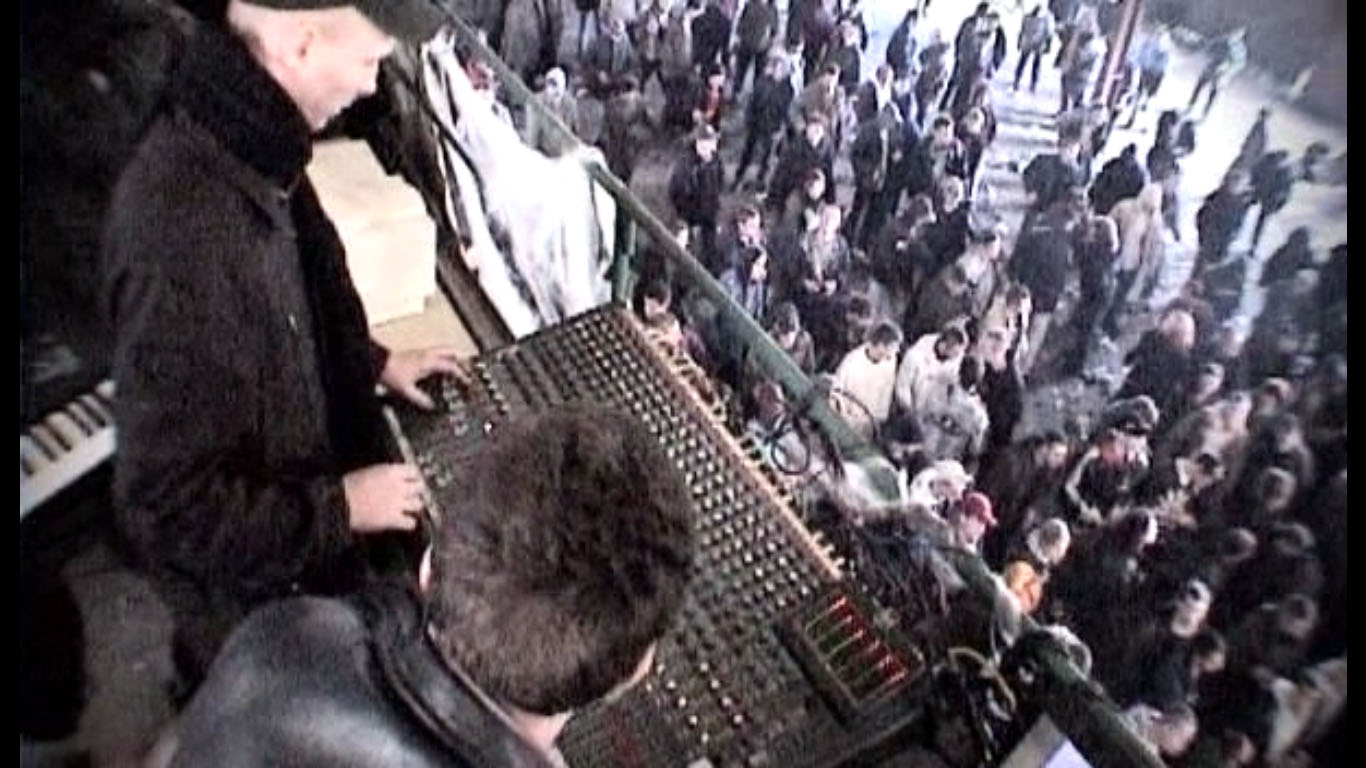
Fête d'Halloween, 1998.

Heretik System, ou Heretik, est un collectif de musique français qui est considéré comme un des piliers de la scène des musiques électroniques dites « underground » en France, mais aussi notamment en République tchèque et en Italie.

## Historique
Avant tout actif dans l'univers des free parties, Heretik System s'est notamment illustré en 1999 et 2001 en organisant des rave dans la gare de fret de Bercy et dans la piscine Molitor,. Cette piscine art déco construite dans les années 1920 était devenue pour une nuit le théâtre d'une des plus grosses raves illégales jamais organisées, au cœur du très chic 16e arrondissement de Paris. Leurs fans considèrent que le groupe est entré dans la légende, rejoignant la popularité des mythiques Spiral Tribe, groupe anglais à l'origine du mouvement des free parties. 
De la création du groupe en 1996 à aujourd'hui, Heretik a organisé des dizaines d'événements, raves, free parties, soirées en club ou en salles de concerts, dont les plus grosses ont attiré jusqu'à 20 000 personnes (Chevannes (91), le 1er mai 2006).
En février 2007, le collectif organise avec Troubles Fête un événement au Zénith de Paris, à guichets fermés (près de 7 000 places). À cette occasion, ils se targuent de réunir dans une mise en scène globale et synchrone ce qu'il appelle l'ensemble des disciplines du monde tekno : DJs, live acts, VJs, artistes du théâtre de rue, du cabaret, light jockeys, etc. En février de l'année suivante, un autre spectacle est donné à l'Olympia, de nouveau avec Troubles Fête, devant près de 2 500 personnes, sous le nom de « Grand Magic Tekno Circus ».
Le collectif se compose d'une vingtaine de personnes : musiciens, DJs, organisateurs, techniciens, etc. Combinant organisation et production musicale, Heretik a produit plus d'une centaine de disques vinyles et plusieurs CD, et a développé une imagerie considérée par les fans comme revendicative. Des écrits[Lesquels ?] dénoncent la marginalisation des artistes de musique techno et plus tard les dérives d'un mouvement miné par sa trop grande popularité.
En 2016, une tournée est organisée en Europe pour fêter les 20 ans du collectif, qui se produit dans des lieux tels que le festival de Dour, le Zenith de Nancy, le Dock des Suds, ainsi qu'une vingtaine d'autres. Ses musiciens les plus connus, Popof, Nout, Electrobugz, Noisebuilder, KRS, Anes, Split, Broke, Rokette77, Léo, Jano, baby, Vito, Slarvy, Boubou, Limka.. continuent par la suite de se produire dans les festivals électroniques. Les activistes principaux continuent de prendre part à l'organisation d’événements alternatifs. Popof, membre historique du groupe, fait désormais partie des DJs internationaux les plus prisés.
En parallèle, certains des membres du groupe dirigent des labels de musique électronique plus ou moins alternatifs (Form, Le Diable Au Corps, Junky Robots...).

## Discographie
Albums studio[Quand ?]
- Power Mode, Hokus Pokus Records, 2001
- Impénitents et obstinés, Gazole Records, 2002
- Tekno Is Beautiful, Gazole Records, 2003
- Heretik Live, Gazole Records, 2004

- We  Had a Dream, 2010

### Filmographie
- We had a dream, film documentaire réalisé par Damien Raclot-Dauliac, sorti le 8 novembre 2010.